# 奥田雀草
奥田 雀草（おくだ じゃくそう、1899年7月29日 - 1988年12月13日）は、日本の俳人・俳画家。本名は奥田 哲良（おくだ てつろう）。

## 来歴・人物
- 1899年（明治32年）、 兵庫県津名郡遠田村（現、淡路市遠田）に、花道家・奥田瀧衛[1]（1848-1899）とその（1864-1940）の長男[2]として生まれた[3]。尋常小学校[4]卒業後、神戸法学院に入学するが、結核のため進学を断念。療養後、淡路島で小学校の代用教員をつとめていた十代の終わりごろ俳句と出会った[5]。
- はじめ俳句を長谷川零余子・長谷川かな女に師事し、1918年（大正7年）、俳誌「ホトトギス」より「枯野」の創刊に参画[6]。1923年（大正12年）、俳誌「紙子」（のちに「青螺」[7]と改題）を創刊・主宰。1932年（昭和7年）、満33歳で神戸に須磨俳句学校を設立[8]、結社時代の句をまとめた第一句集『自像』[9]を上梓。翌1933年（昭和8年）、初の俳画展を神戸で開催した[10]。
- 1934年（昭和9年）、すべての俳句結社を離れて京都に居を移し、独自に俳句と絵の研鑽を積む。嵯峨大覚寺で書画を教えつつ、句集『望郷』[11]『濤に佇つ』[12]『嵯峨野』[13]を出版。加えて雑誌「精華」[14]、「宗教と美術」[15]、「詩と美術」[16]を発行。吉井勇、秋田雨雀、直原玉青[17]、池田遙邨[18]、山田喆、山鹿清華、谷内清巌[19]、田畑忍、末川博ら芸術家や文化人と親交を深めた。
- 戦後は1949年（昭和24年）、満50歳で雀草終生の仕事となる口語自由律の俳誌「高原」[20]を創刊・主宰。有季定型にとらわれない、ヒューマニズムを基調とした[21]平明温雅な句境を開いた。また1948年（昭和23年）に関西俳画院を設立。武者小路実篤との二人展[22]が開催されるなど、俳画家としても広く人々に親しまれた[23]。
- 1965年（昭和40年）、京都府知事だった蜷川虎三とともに京都で原爆忌全国俳句大会[24]を開催。17年にわたり大会実行委員長をつとめた。1981年（昭和56年）、原爆忌全国俳句大会の準備中に脳溢血で倒れ、1988年（昭和63年）、京都市右京区御室の自宅にて死去[25]。享年八十九。戦後は句集をまとめず、没後、遺句集『一本しかない道』[26]が出版された。

## 作品
- 生きていたのか／賀状     うらがえして見る
- 人ら生きぬく／山河     二柱から芽吹き
- わがあるくところ／恵方ときめて    あるく
- 雲を見ている／雲から雲がうごき
- もいでも    もいでも    蜜柑／君の山のみかん
- うらら    旅をゆく／白波をみていく
- とし問うてくれるな／国敗れた日を誕生日とする
- この涼風のなかから／誰をよぼうや
- ふるさと    はながさく／ちちである    ははである
- 青空いっぱいを／こころの窓とする                         （『一本しかない道』より）

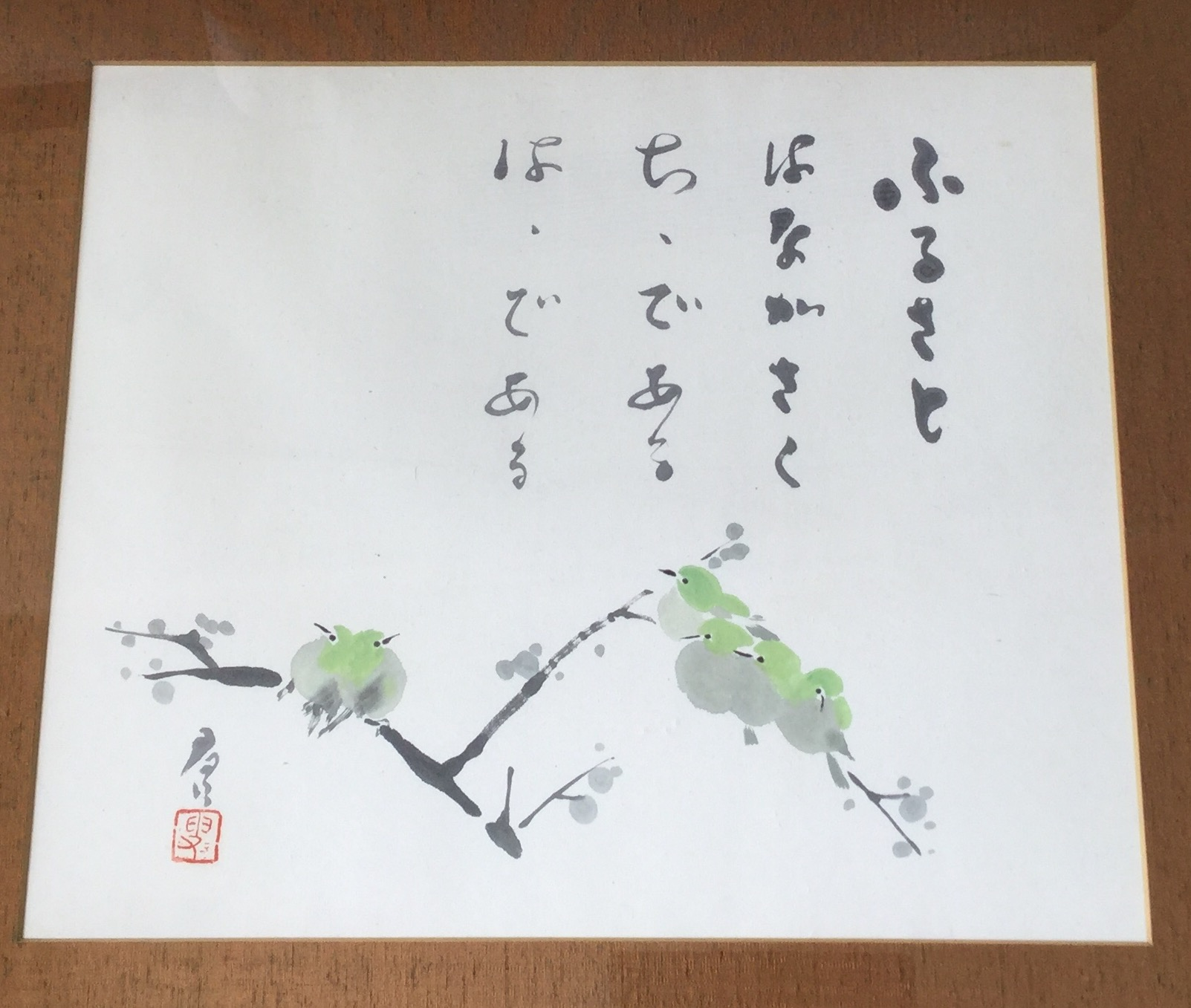
奥田雀草俳画作品

## 著書
- 第一句集『自像』（青螺社、1932年）序文長谷川かな女／挿絵直原玉青（放青）
- 第二句集『望郷』（宝文館、1935年）装幀直原玉青（放青）
- 第三句集『濤に佇つ』（青螺社、1937年）序文池田義信／装幀直原玉青（放青）／扉絵池田遙邨／編集小寺歡二[27]
- 第四句集『嵯峨野』（七丈書院、1942年）序文吉井勇[28]／挿絵池田遙邨・直原玉青（放青）ほか
- 遺句集『一本しかない道』（マスコミ市民社、1989年）

## 句碑
- 滋賀県栗東市・円超寺「田植笠揃へば近江富士へ向く」（1944年建立)
- 兵庫県養父市・長福寺「大慈悲に抱かれて旅の花衣」(1950年建立)
- 兵庫県淡路市・常隆寺「平和の鐘の音 かねついて山一めぐりする」(1954年建立)
- 兵庫県淡路市・東山寺「みほとけの夢が木の実の朝となる」(1958年建立)

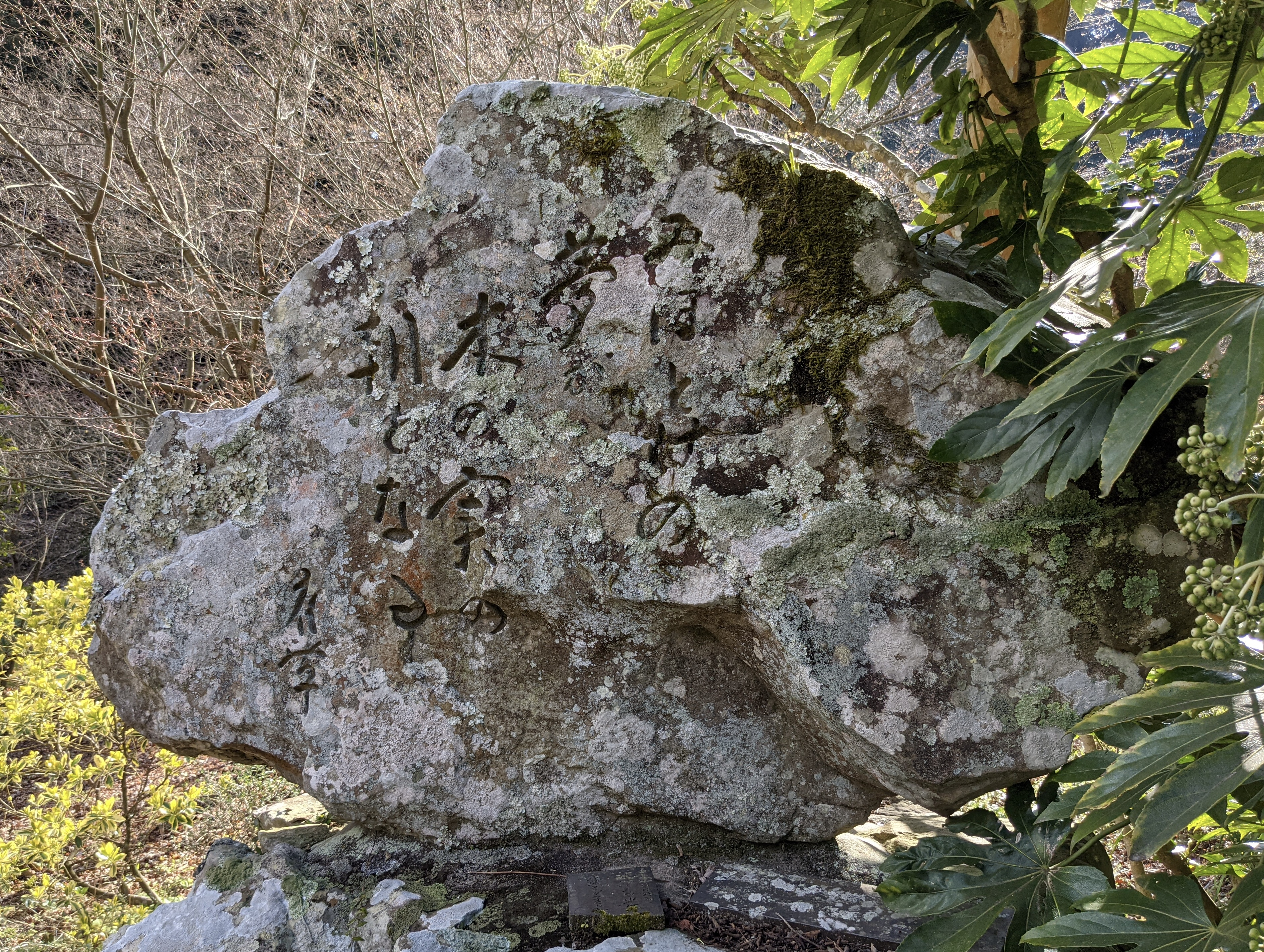
奥田雀草句碑(東山寺)

- 兵庫県淡路市・伊弉諾神宮「人ら生きぬく 山河二柱から芽ぶき」(1959年建立)

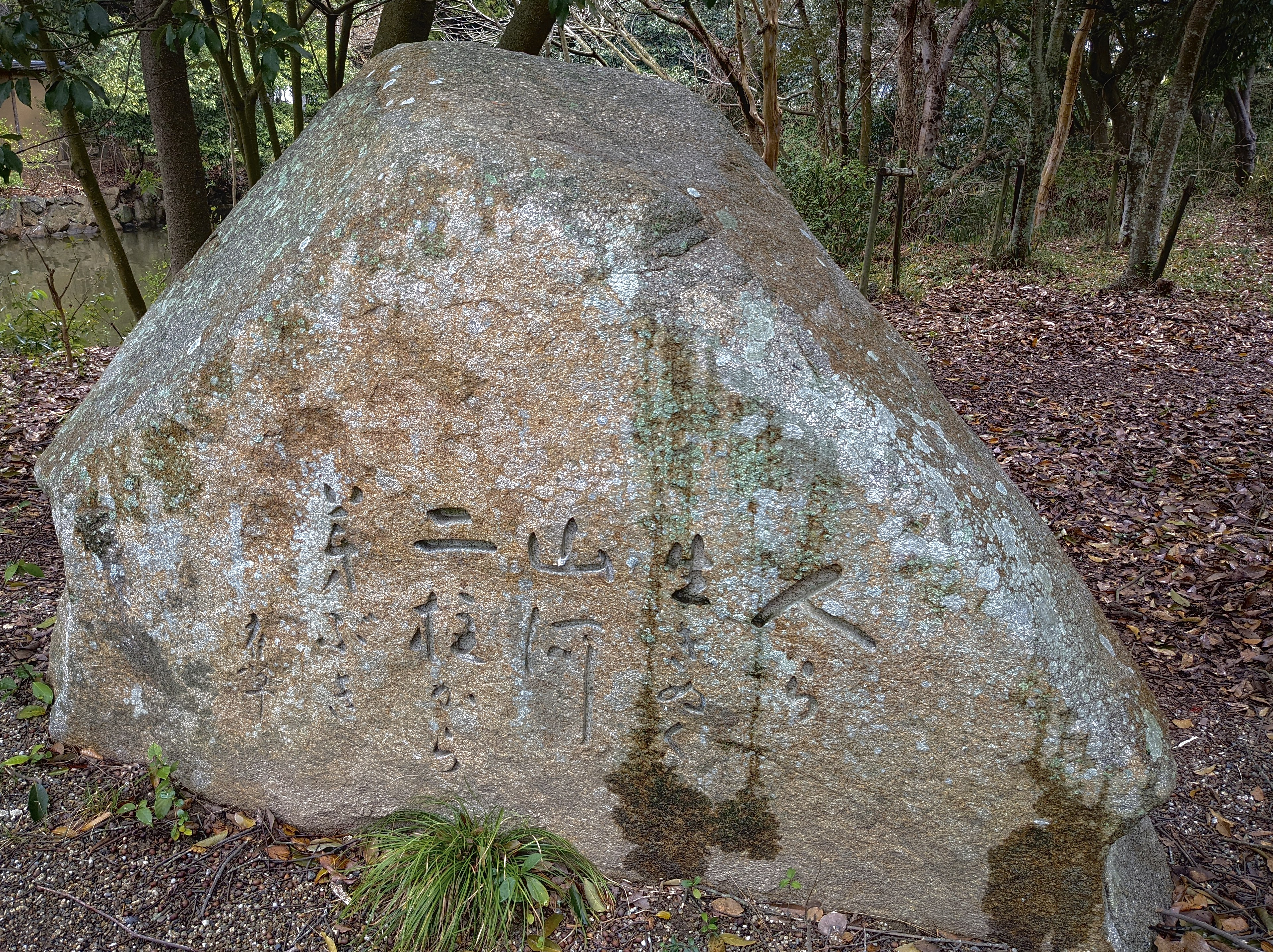
奥田雀草句碑(伊弉諾神宮)

- 兵庫県洲本市・蓮花寺「ふるさと はながさく ちちである ははである」(1960年建立)
- 兵庫県洲本市“文学の森” 「青い山を背に 海のどっかで 母の声がする」(1970年建立)
- 淡路市旧尾崎（遠田）小学校“開校百年之碑” 「もゝとせを花咲きつゞき今日も咲く」(1973年建立)

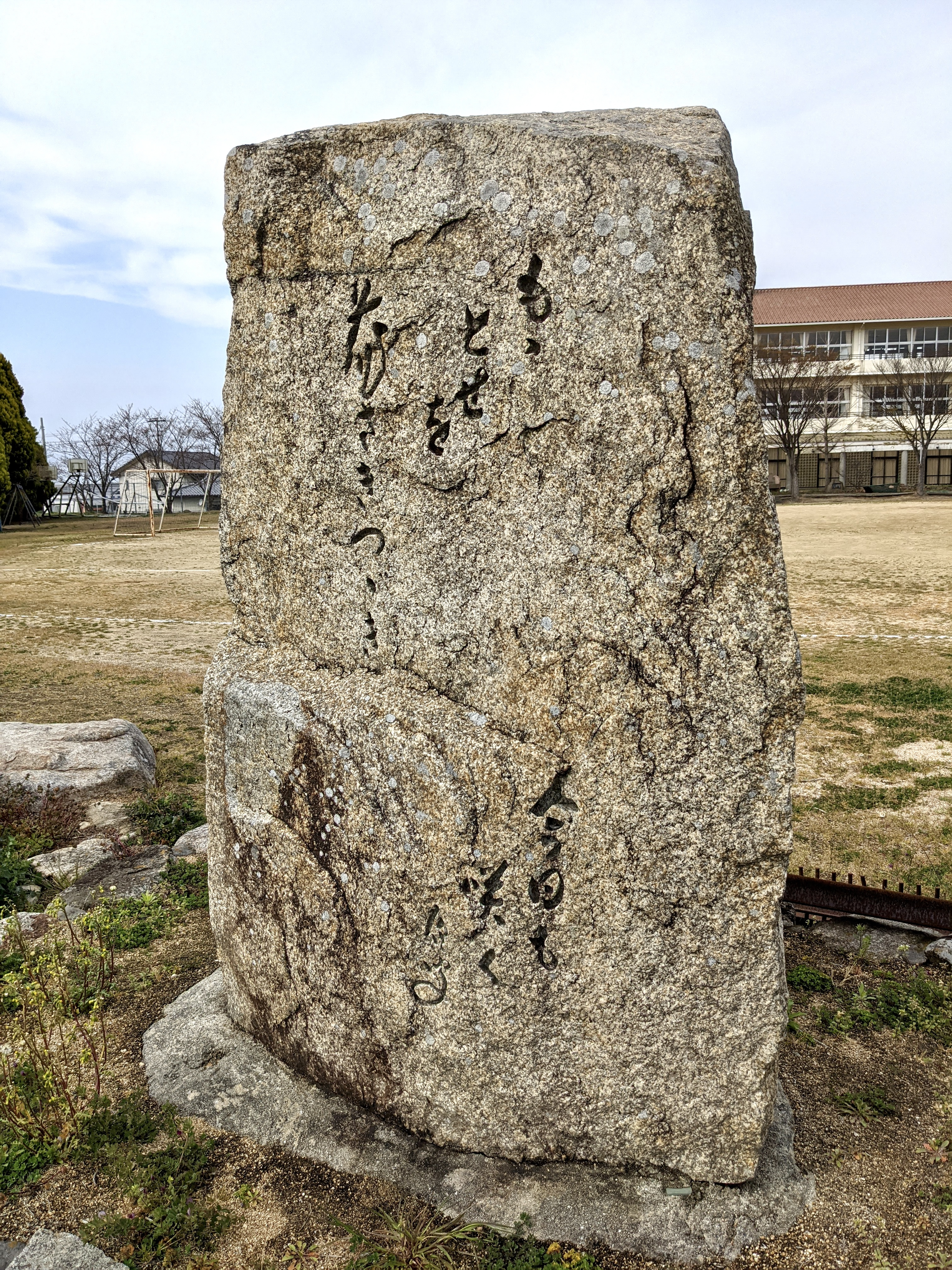
奥田雀草句碑(旧尾崎小学校)

- 兵庫県香美町・藤原氏庭園「石黙し添水の音が月で鳴る」(1975年建立)
- 兵庫県香美町・帰仰寺「みほとけの夢が木の実の朝となる」(1975年建立)
- 京都市右京区・遍照寺 (京都市)「大慈悲に抱かれて旅の花衣」(1991年建立)

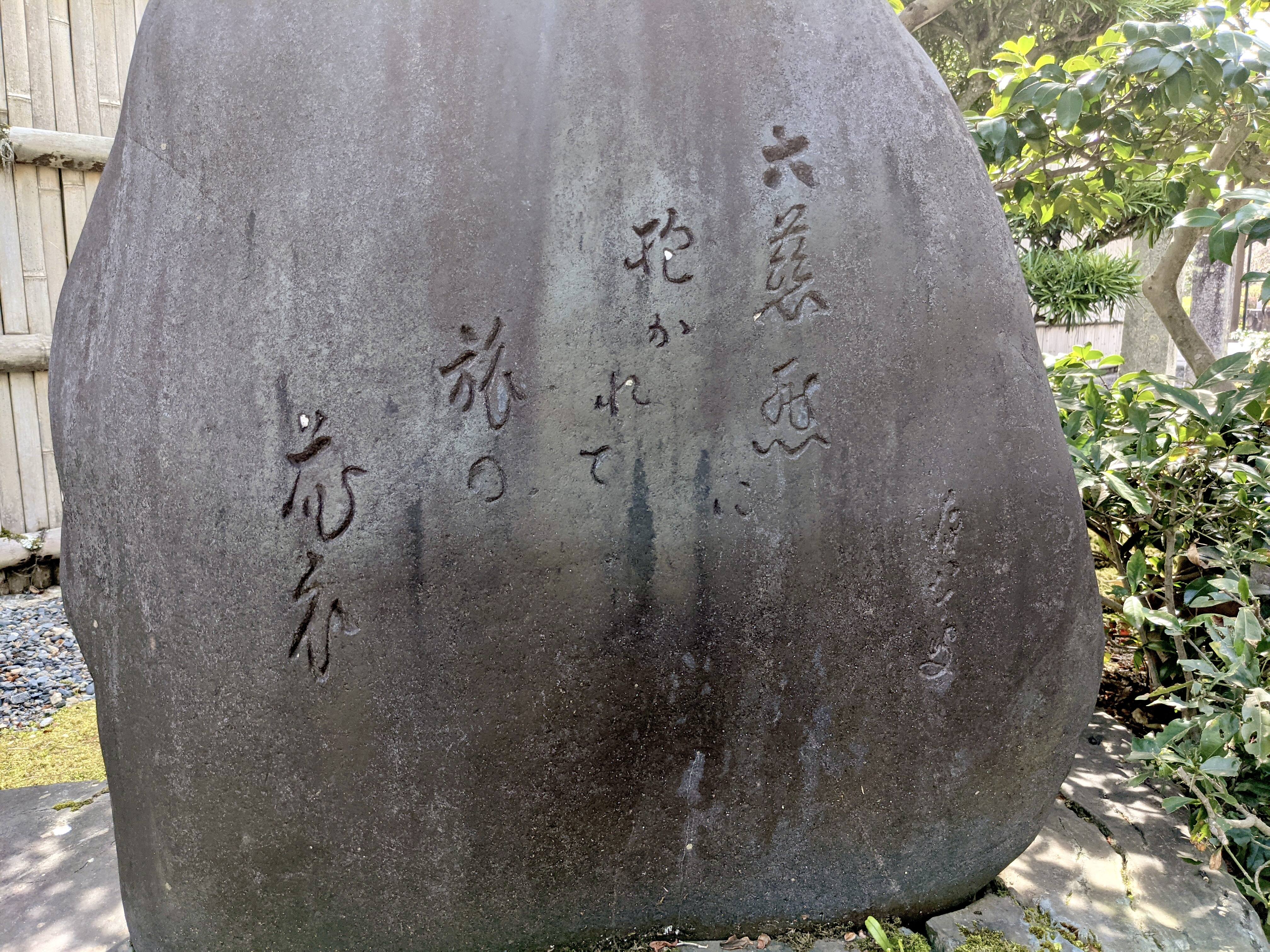
奥田雀草句碑(遍照寺)

- 兵庫県洲本市・洲本市立淡路文化史料館「土の香 波の香 こころで立つ ふるさと」(1992年建立)

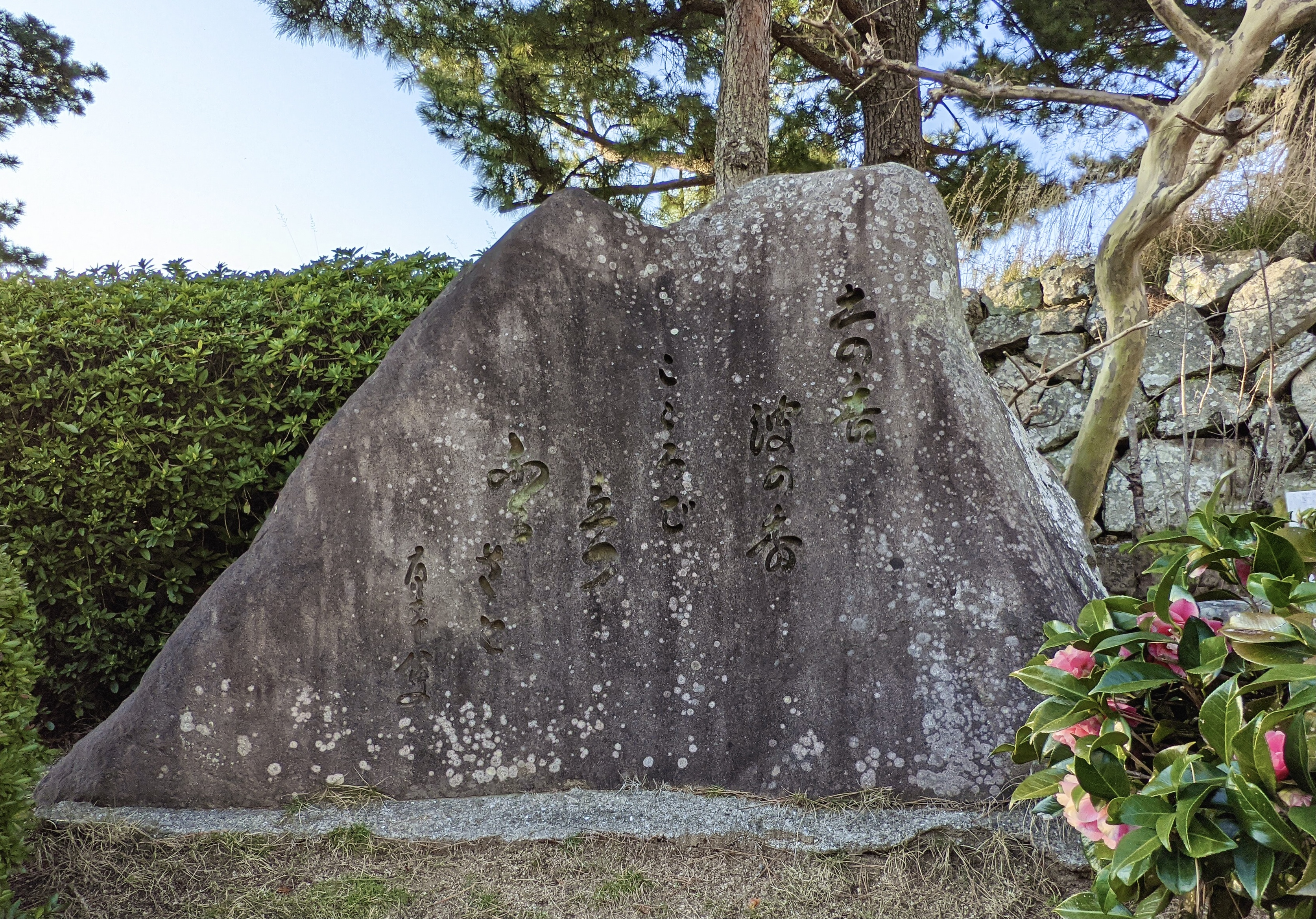
奥田雀草句碑(淡路文化史料館)

雀草の句碑は上の12基。この他、洲本市“文学の森” に蜷川虎三、夫人・奥田雅子の句にそれぞれ雀草が絵をつけた合同句碑２基がある。